# Sturisomatichthys frenatus
Espèce
Synonymes
- Loricaria frenata Boulenger, 1902[2]
- Sturisoma frenatum (Boulenger, 1902)[2]
- Sturisomatichthys frenatus (Boulenger, 1902) (Boulenger, 1902)[2]

Statut de conservation UICN

 CR B2ab(iii) : 
En danger critique
Sturisomatichthys frenatus est une espèce de poisson-chat de la famille des loricariidés endémique d'Équateur. Cette espèce est benthique et détritivore.